# Zulunigma
Zulunigma Wesolowska & Haddad, 2009 è un genere di ragni appartenente alla famiglia Salticidae.

## Distribuzione
L'unica specie oggi note di questo genere è stata rinvenuta in Sudafrica.

## Tassonomia
Le aracnologhe Wesolowska e Cumming, in un lavoro del 2011, hanno cambiato il nome ad Aenigma Wesolowska & Haddad, 2009, specie tipo Aenigma incognita, in quanto questo nome è stato già assegnato precedentemente ad altri tre generi di forme di vita.
A giugno 2011, si compone di una specie:
- Zulunigma incognita Wesolowska & Haddad, 2009[2] — Sudafrica